# Julia Mrozinski
Julia Mrozinski (* 16. Februar 2000 in Frankfurt am Main) ist eine deutsche Schwimmsportlerin, erfolgreich im Freistil-, Schmetterlings- und Lagenschwimmen. Sie holte bei den Europaspielen 2015 eine Goldmedaille über 200 Meter Schmetterling.

## Erfolge
Die für die SG Frankfurt startende Athletin erlangte bei den Deutschen Jugendschwimm-Meisterschaften 2015 sieben Titel und hält mehrere Altersklassenrekorde.
Bei den Europaspielen 2015 in Baku, die gleichzeitig als Jugend-Schwimmeuropameisterschaften zählen, siegte sie über 200 Meter Schmetterling in der Zeit von 2:11,19 min vor der Italienerin Elisa Scarpa Vidal und der Ungarin Boglarka Bonecz. Dabei hatte sie in dieser Disziplin im Halbfinale in 2:11,85 min schon am Eröffnungstag den Uraltaltersklassenrekord der DDR-Schwimmerin Kornelia Greßler aus dem Jahr 1985 verbessert.
Julia Mrozinski wohnt in Nidderau und wird trainiert von Sabine Käthner. Ihr sportliches Vorbild ist die US-Amerikanerin Missy Franklin.